# Govan (Carolina del Sud)
Govan és una població dels Estats Units a l'estat de Carolina del Sud. Segons el cens del 2000 tenia 67 habitants.

## Demografia
Segons el cens del 2000, Govan tenia 67 habitants, 30 habitatges i 21 famílies. La densitat de població era de 34,5 habitants/km².
Dels 30 habitatges en un 20% hi vivien nens de menys de 18 anys, en un 56,7% hi vivien parelles casades, en un 13,3% dones solteres, i en un 26,7% no eren unitats familiars. En el 26,7% dels habitatges hi vivien persones soles el 13,3% de les quals corresponia a persones de 65 anys o més que vivien soles. El nombre mitjà de persones vivint en cada habitatge era de 2,23 i el nombre mitjà de persones que vivien en cada família era de 2,68.
Per edats la població es repartia de la següent manera: un 14,9% tenia menys de 18 anys, un 6% entre 18 i 24, un 17,9% entre 25 i 44, un 37,3% de 45 a 60 i un 23,9% 65 anys o més.
L'edat mediana era de 49 anys. Per cada 100 dones de 18 o més anys hi havia 90 homes.
La renda mediana per habitatge era de 20.313 $ i la renda mediana per família de 21.875 $. Els homes tenien una renda mediana de 23.750 $ mentre que les dones 25.625 $. La renda per capita de la població era de 8.834 $. Entorn del 28,6% de les famílies i el 23,9% de la població estaven per davall del llindar de pobresa.

## Poblacions més properes
El següent diagrama mostra les poblacions més properes.